# Gueutteville
Gueutteville is een gemeente in het Franse departement Seine-Maritime (regio Normandië) en telt 78 inwoners (2009). De plaats maakt deel uit van het arrondissement Rouen.

## Geografie
De oppervlakte van Gueutteville bedraagt 3,0 km², de bevolkingsdichtheid is dus 26 inwoners per km².
De onderstaande kaart toont de ligging van Gueutteville met de belangrijkste infrastructuur en aangrenzende gemeenten.

## Demografie
Onderstaande figuur toont het verloop van het inwonertal (bron: INSEE-tellingen).